# Centronia laurifolia
Centronia laurifolia är en tvåhjärtbladig växtart som beskrevs av David Don. Centronia laurifolia ingår i släktet Centronia och familjen Melastomataceae. IUCN kategoriserar arten globalt som sårbar.
Artens utbredningsområde är Peru. Inga underarter finns listade i Catalogue of Life.